# Mykel Hawke
Mykel Hawke (Fort Knox, 29 novembre 1965) è un personaggio televisivo statunitense.
Membro dei Berretti Verdi divenne ufficiale del corpo.
Ritiratosi dal corpo è diventato un esperto di sopravvivenza e con la moglie Ruth England è co-protagonista del programma di Discovery Channel Man, Woman, Wild.